# Cirsodes buddhicaria
Cirsodes buddhicaria là một loài bướm đêm trong họ Geometridae.